# XXII легион Фортуна Първородна
XXII легион Фортуна Първородна (на латински: Legio XXII Primigenia; XXII Primigenia Pia VI Fidelis VI Domitiana Antoniniana Alexandriana) е римски легион, съставен 39 г. Легионският символ е козирог, Capricorn (митологична фигура пловин козирог, половин риба) и полубога Херкулес.
XXII легион Фортуна Първородна е съставен през 39 г. заедно с Legio XV Primigenia от император Калигула за неговите походи в Германия.
През 41 г. легатът Авъл Габиний Секунд води с войската в Долна Германия успешен поход против хавките (chauci) между Елба и Емс на брега на Северно море.
От 43 г. легионът е стациониран в Могонтиакум (Майнц). Пролетта на 68 г. с XXII легион Фортуна Първородна и други три легиони уравителят на Горна Германия легат Луций Вергиний Руф разбива бунта на Гай Юлий Виндекс в битка край Везонцио (дн. Безансон). Легионът марширува на страната на Вителий в Рим и след загубената втора Битка при Кремона (69 г.) е изпратен от Веспасиан в Панония на Дунав, вероятно в Карнунтум (Карнунт).
След потушаването на бунта на Луций Антоний Сатурнин през 89 г. XXII легион Фортуна Първородна и другите верни легиони получават от Домициан почетното име pia fidelis, който издава и заповедта да не се стационират повече от два легиона в един лагер. През 92 г. легионът е изместен отново в Майнц, където е до 4/5 век със задача да пази Рейнската граница и части от Лимеса.
От 97 до 98/99 г. бъдещият император Адриан е военен трибун в легиона.